# Niedrige Kugeldistel
Die Niedrige Kugeldistel (Echinops humilis) ist eine Pflanzenart aus der Familie der Korbblütler (Asteraceae).

## Merkmale
Die Niedrige Kugeldistel ist eine ausdauernde, krautige Pflanze, die ein Pleiokorm-Rhizom ausbildet und Wuchshöhen von 5 bis 20 Zentimetern erreicht. Die unteren Blätter sind fiederspaltig oder unzerteilt. Die Stängelblätter sind grob gesägt bis gelappt und weisen eine Dornspitze auf. Ihre Oberseite ist dicht spinnwebig behaart, die Unterseite ist weißfilzig. Der Stängel ist ein- bis dreiköpfig und weißwollig. Der Sammelkopf hat einen Durchmesser von 3 bis 4 Zentimeter und ist stahlblau. Die Krone ist blassblau.
Die Blütezeit reicht von August bis September.

## Verbreitung
Die Niedrige Kugeldistel kommt im Altai und der Süd-Mongolei auf steinigen Bergsteppen vor.

## Nutzung
Die Niedrige Kugeldistel wird selten als Zierpflanze für Staudenbeete, als Schnittblume und für Trockensträuße genutzt. Sie ist seit spätestens 1820 in Kultur.

## Belege
- Eckehart J. Jäger, Friedrich Ebel, Peter Hanelt, Gerd K. Müller (Hrsg.): Rothmaler - Exkursionsflora von Deutschland. Band 5: Krautige Zier- und Nutzpflanzen. Spektrum Akademischer Verlag, Berlin Heidelberg 2008, ISBN 978-3-8274-0918-8, S. 633–634.